# Jascha Noltenius
Jascha Noltenius (* 1991 in Essen als Jascha Patt) ist ein deutscher Jurist und seit 2019 als Beauftragter für auswärtige Angelegenheiten der Bahá’í-Gemeinde in Deutschland K.d.ö.R. und deren Sprecher in Menschenrechtsfragen gegenüber der Bundesregierung, dem Bundestag, Nichtregierungsorganisationen und Medien tätig.

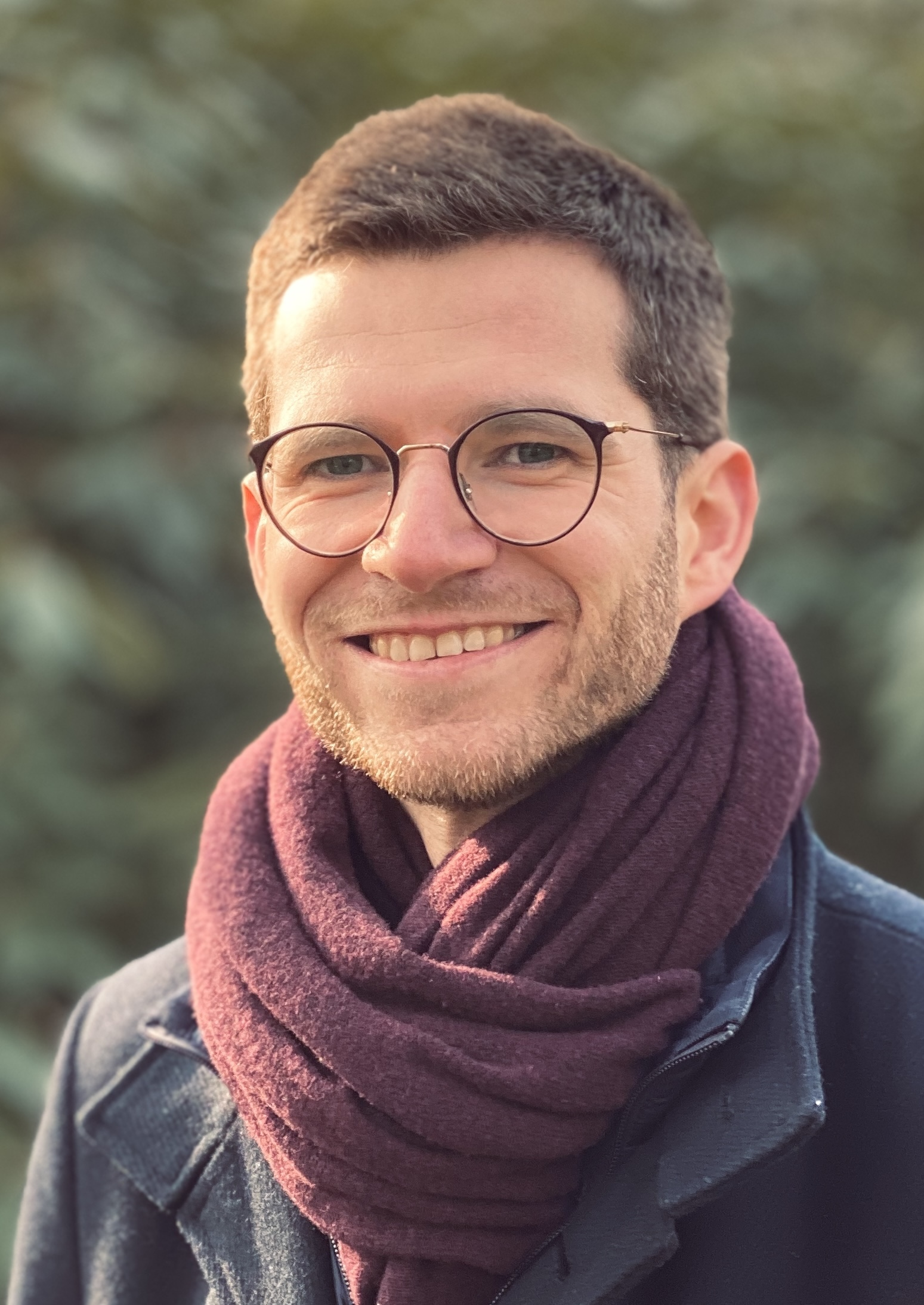
Jascha Noltenius, 2021

## Leben

### Ausbildung und Tätigkeiten
Noltenius absolvierte das Abitur im Jahr 2010 am Maria-Wächtler Gymnasium in Essen. Anschließend war er als Zivildienstleistender in den Sozialen Diensten der Arbeiterwohlfahrt in Essen tätig. Von 2011 bis 2016 studierte er an der Westfälischen Wilhelms-Universität in Münster Rechtswissenschaften mit dem Schwerpunkt im Völkerrecht und Europarecht. Im Jahr 2014 erwarb er das Zusatzzertifikat der Fachspezifischen Fremdsprachenausbildung im Common Law. 2016 legte er das Erste Staatsexamen am OLG Hamm ab.
Von 2017 bis 2019 war Noltenius Rechtsreferendar am Brandenburgischen Oberlandesgericht und absolvierte in diesem Rahmen Stationen am Menschenrechtszentrum der Universität Potsdam, dem European Centre for Constitutional and Human Rights (ECCHR) und dem Deutschen Institut für Menschenrechte.
Seit 2019 arbeitet Noltenius im Berliner Büro für Außenbeziehungen der der Bahá’í-Gemeinde in Deutschland als Beauftragter für auswärtige Angelegenheiten und Sprecher in Menschenrechtsfragen gegenüber der Bundesregierung, dem Bundestag, Nichtregierungsorganisationen und Medien. Er vertritt die deutsche Bahá’í-Gemeinde u. a. im Trägerverein des Deutschen Instituts für Menschenrechte, im Forum Menschenrechte und in der Stiftung der internationalen Wochen gegen Rassismus sowie in verschiedenen Runden Tischen des Auswärtigen Amtes und des Bundesministeriums für wirtschaftliche Zusammenarbeit und Entwicklung.
Sein inhaltlicher Arbeitsschwerpunkt liegt auf der Verfolgung der Bahá'í im Iran und Jemen sowie ihrer Diskriminierung in Katar, um zum Schutz ihrer Menschenrechte beizutragen. Zu diesen Themen veröffentlicht er regelmäßig Zeitschriftenartikel und gibt Interviews in nationalen Medien. Außerdem behandelt er die Themen Rassismusüberwindung, gesellschaftlicher Zusammenhalt und die Rolle religiöser Akteure in der Entwicklungszusammenarbeit.

### Privates
Noltenius ist verheiratet und wohnt mit seiner Frau in Potsdam.

## Veröffentlichungen (Auswahl)
- Leben ohne Freiheit: Die Bahá’í im Iran. In: Herder Korrespondenz. Herder Verlag (Stuttgart). Heft 11/2022.
- Kein Weltmeister der Religionsfreiheit: Die systematische Unterdrückung der Bahá’í-Religionsgemeinschaft. In: Gesellschaft für bedrohte Völker. Zeitschrift “Für Vielfalt”. Nr. 331, Heft 4/2022, Göttingen, 2022.
- Der Glaube an Menschenrechte und das Menschenrecht auf Glaubensfreiheit: Zwei durch die Islamische Republik verdrängte Prinzipien iranischer Geschichte. In: Thomas Schirrmacher; Max Klingberg, Martin Warnecke (Hrsg.): Jahrbuch Religionsfreiheit. Verlag für Kultur und Wissenschaft, Bonn 2021, S. 265–285.
- Konstruktive Resilienz: Bahá'í-Reaktion auf Verfolgung und Unterdrückung. In: Thomas Schirrmacher; Max Klingberg, Martin Warnecke (Hg.): . Verlag für Kultur und Wissenschaft, Bonn 2020, S. 123–138.
- Menschenrecht auf Religionswechsel - Eine Bahá'í-Perspektive. In: Thomas Schirrmacher; Max Klingberg, Martin Warnecke (Hg.): . Verlag für Kultur und Wissenschaft, Bonn 2019, S. 139–152.
- Das Recht auf Leben – Artikel 6 des UN-Zivilpaktes. Hg.: Deutsches Institut für Menschenrechte, Information Nr. 29, Oktober 2019 (gemeinsam mit Dr. Anna Würth).
- Mitwirkung an: Deutsches Institut für Menschenrechte (2019): Entwicklung der Menschenrechtssituation in Deutschland Juli 2018 – Juni 2019. Bericht an den Deutschen Bundestag gemäß § 2 Absatz 5 DIMRG. Berlin, Kapitel 4, S. 109–132: Außergerichtliche Abhilfe für Betroffene von Menschenrechtsverletzungen durch Unternehmen im Ausland.